# Александар Радишчев
Александар Николајевич Радишчев (рус. Александр Николаевич Радищев; Москва, 31. август 1749 — Санкт Петербург, 24. септембар 1802) је био руски књижевник, песник и социјални критичар, који је био ухапшен и протеран у време руске царице Катарине Велике. Увео је радикализам у руску књижевност 1790, објављивањем дела „Путовања од Санкт Петербурга до Москве“. Због описа социјално-економског стања Русије протеран је 1797. у Сибир.

## Биографија
Рођен је у породици добро образованих и богатих нижих племића. Због страног образовања замрзио је Русију, какву је видео око себе. Хвалио је Француску револуцију и револуционара какав је био Џорџ Вашингтон. У свом најпознатијем делу критикује кметство и аутократска ограничења личних слобода.
Катарина Велика је прочитала његову књигу и забринула се да се његове реформе не би спроводиле. Био је ухапшен и осуђен на смрт. Касније му је казна преиначена на протеривање у Сибир. Цар Павле I Петрович га је касније ослободио. Касније је био позван у законодавну комисију, где се залагао за једнакост свих пред законом. Међутим, није успео у својим намерама. Било је и претњи, па се 1802. отровао.